# 小胞子嚢
小胞子嚢（しょうほうしのう）と呼ばれるものには、次の2つがある。
- 小さな胞子を作る胞子嚢 (Microsporangium)：シダ植物などに見られる。
- 特に分化した小さな胞子嚢 (Sporangiole)：接合菌などに見られる。

## シダ植物の場合
多くのシダ植物は、1通りだけの胞子を形成し、胞子から発芽した前葉体には、造卵器と造精器が作られる。しかし、水生シダ類などに於いては、大きさの異なる2種の胞子を形成するものがある。大きい胞子から発芽した前葉体には造卵器が、小さい胞子から発芽した前葉体には造精器が作られる。この、雄性の前葉体を生じる胞子を小胞子と呼び、小胞子を作る胞子嚢を小胞子嚢という。他にクラマゴケ科やミズニラ科にも例がある。
なお、種子植物においては、雄性の前葉体は（原始的なソテツ・イチョウの類を除き）独立の精子を形成することなく受精が行われる。小胞子および雄性前葉体は、花粉および花粉管にあたる。したがって、小胞子嚢は雄蕊の葯を構成する花粉嚢と相同である。
なお、現在のシダ植物には例が少ないが、このように種子植物は小胞子嚢と大胞子嚢の区別があり、そこから古生代のシダ植物にはより多くの例があったことが窺える。

## 接合菌の場合
接合菌類、特にケカビ目では、無性胞子は立ち上がった菌糸の先端の袋、胞子嚢の中に形成される。通常は、胞子嚢壁が溶けるか割れるかして、胞子が放出される。
ところが、エダケカビでは、頂生の胞子嚢の他に、その下方の側面から細かい枝が出て、その先端に小さな胞子嚢をつける。このような胞子嚢は含まれる胞子も数個のみと少なく、多くの場合、その壁は壊れにくく、それぞれの枝が折れたり、胞子嚢の下で離脱するなど、胞子嚢自体が1つの散布体であるようにまとまって散布される。このようなものを、小胞子嚢という。
ケカビなどでも二次的にごく小さな胞子嚢を作る場合があるが、この場合、胞子嚢の構造はさほど変わらず、胞子は壁が壊れて散布される。また、大きいものから小さなものまで、連続的に存在するのが普通である。しかし、小胞子嚢と言われるものは、明らかに大きさが異なるほか、形成される枝も細かく二叉分枝をしていたり、ゼンマイのように巻き込んでいたりと、全く異なった形を取る場合が多い。あるいはコウガイケカビのように、柄の先端の膨らみ（頂嚢）の表面に一面に生じるものもある。
コウガイケカビなどの場合、頂嚢上に生じる散布体は単細胞で、出芽によって生じた分生子のように見える。しかし、電子顕微鏡によってその壁を調べると、外側に胞子嚢壁が区別でき、単胞子の小胞子嚢であることが分かる。しかし、クスダマカビの場合、そのような区分は明確ではない。
ケカビ目でもラジオミセスやクスダマカビなどでは、胞子嚢は作らず、小胞子嚢のみを形成する。